# Alessandro Bruno
Alessandro Bruno (ur. 4 lipca 1983 w Benewencie) – włoski piłkarz grający na pozycji środkowego pomocnika występujący we włoskim klubie AS Livorno Calcio, występującym obecnie w Serie C.
W sezonie 2016/17 rozegrał jako zawodnik Pescara Calcio 15 spotkań w Serie A.